# 롄두구

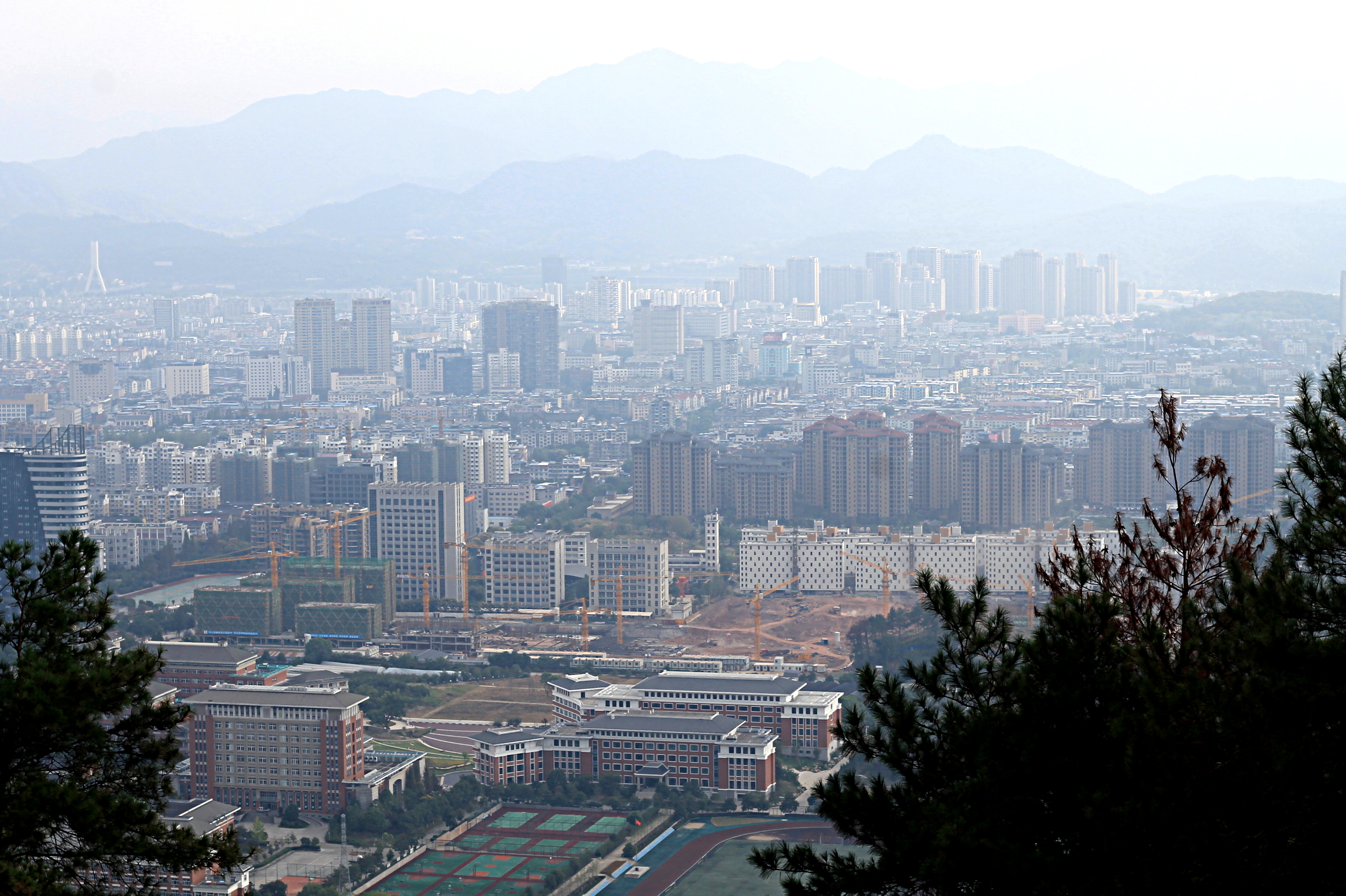

롄두구(한국어: 연도구, 중국어: 莲都区, 병음: Liándū Qū)는 중화인민공화국 저장성 리수이 시의 현급 행정구역이다. 넓이는 1502km2이고, 인구는 2007년 기준으로 380,000명이다.

## 행정 구역
6개 가도, 5개 진, 6개 향, 1개 민족향을 관할한다.
- 가도: 紫金街道, 岩泉街道, 万象街道, 白云街道, 水阁街道, 富岭街道.
- 진: 碧湖镇, 联城镇, 大港头镇, 老竹畲族镇, 双溪镇.
- 향: 太平乡, 仙渡乡, 峰源乡, 高溪乡, 双黄乡, 黄村乡.
- 민족향: 丽新畲族乡